# Victor Gonzalez (Orgelbauer)
Victor Gonzalez (* 2. Dezember 1877 in Hacinas (Provinz Burgos, Spanien); † 3. Juni 1956 in Paris) war ein französischer Orgelbauer und Vertreter der neoklassischen Orgel.

## Leben
Gonzalez wurde in Spanien geboren. Er war einer der letzten Schüler von Aristide Cavaillé-Coll und erlernte ab 1894 in seinem Betrieb die Grundlagen des Orgelbaus. Von 1899 bis 1905 vertiefte er seine Kenntnisse bei Merklin-Gutschenritter. Anschließend arbeitete er bei Limonaire Frères, der sich auf mechanische Musikinstrumente spezialisierte, danach als Intonateur bei Gustave Masure. Im Jahr 1921 machte sich Gonzalez mit einer Werkstatt in Paris selbstständig, die 1929 nach Châtillon-sous-Bagneux verlegt wurde. Ab 1930 stieg sein Bruder Fernand in die Firmenleitung ein. Neben Orgelneubauten bauten sie zahlreiche Orgeln im neoklassischen Stil um, besonders romantische Orgeln. Etwa 200 Neubauten und Restaurierungen gehen auf die Firma zurück.
Zusammen mit dem Organisten und Musikwissenschaftler Norbert Dufourcq und dem Organisten André Marchal, die ihn förderten, begründete Gonzalez die französische neoklassische Orgel („orgue néo-classique“). Sie bildete zwischen 1930 und 1960 eine Gegenbewegung zur romantischen, symphonischen Orgel, die in Cavaillé-Coll ihren Höhepunkt fand. Gonzalez verfolgte mit anderen Traktursystemen, Dispositionen und Klangidealen das Konzept einer Universalorgel. Er griff auf die Prinzipien des klassischen französischen Orgelbaus zurück und drängte den Einfluss von Cavaillé-Coll zurück, um zu einer möglichst authentischen „Bach-Orgel“ zu gelangen.
Gonzalez wurde bei einem Autounfall schwer verletzt. Er starb wenige Monate später, nachdem beide Beine amputiert werden mussten. Nach seinem Tod führte Georges Danion das Unternehmen im Geist von Gonzalez fort. Die Werkstatt „Danion-Gonzalez“ wurde 1964 in die Vogesen verlegt. Seit 1980 firmiert das Unternehmen unter Leitung von Georges Danion und Annik Danion-Gonzalez unter dem Namen „La Manufacture Languedocienne de Grandes Orgues“.

## Werkliste (Auswahl)
In der fünften Spalte bezeichnet die römische Zahl die Anzahl der Manuale, ein großes „P“ ein selbstständiges Pedal, ein kleines „p“ ein nur angehängtes Pedal. Die arabische Zahl gibt die Anzahl der klingenden Register an. Die letzte Spalte bietet Angaben zum Erhaltungszustand sowie Links mit weiterführender Information. Kursivschreibung zeigt an, dass die Orgel nicht mehr oder nur das historische Gehäuse erhalten ist.
| Jahr      | Ort                     | Gebäude                                 | Bild | Manuale | Register | Bemerkungen |
| --------- | ----------------------- | --------------------------------------- | ---- | ------- | -------- | --- |
| 1929      | Dieppe                  | St. Jaques                              |      | III/P   | 44       | |
| 1930      | Paris                   | St-Nicolas-des-Champs                   |      | V/P     | 58       | Erneuerung der Orgel von François-Henri Clicquot (1777) |
| 1932      | Meaux                   | Kathedrale von Meaux                    |      | II/P    | 33       | Restaurierung und Umbau |
| 1932      | Paris                   | St-Eustache                             |      | IV/P    | 84       | Restaurierung und Erweiterung der Orgel von Joseph Merklin (1876) im Gehäuse von 1854; weitere Arbeiten von Gonzalez zwischen 1945 und ca. 1963 an dieser Orgel. Sie wurde 1989 ersetzt. |
| 1933      | Bailleul (Nord)         | Église Saint-Vaast                      |      |         |          | 1991 erweitert |
| 1934      | Le Vésinet              | Église Saint-Marguerite                 |      | III/P   | 31       | |
| 1935      | Lyon                    | Auditorium Maurice Ravel                |      | IV/P    | 82       | Revision der Orgel von Cavaillé-Coll (1878, ursprünglich im Palais du Trocadéro) → Orgel des Auditorium Maurice Ravel                                                                    |
| 1935–1936 | Bayonne                 | Kathedrale von Bayonne                  |      | III/P   | 53       | Revision der romantischen Orgel von Merklin-Schütze (1865) im Stil des Neoklassizismus                                                                                                   |
| 1936      | Versailles              | Schlosskapelle                          |      | IV/P    | 37       | Rekonstruktion der Orgel von Robert Clicquot (1711); 1995 ersetzt |
| 1937      | Laroque-d’Olmes         | Église du Saint-Sacrement               |      | IV/P    | 30       | |
| 1937–1938 | Reims                   | Kathedrale von Reims                    |      | IV/P    | 86       | Neubau unter Einbeziehung älterer Register |
| 1947      | Paris                   | St-Merry                                |      | IV/P    | 63       | Umbau der Orgel von Jean und François de Heman (1650)/Cavaillé-Coll (1857) |
| 1948      | Rennes                  | Église Sainte-Thérèse de l’Enfant Jésus |      | II/P    | 21       | Neubau |
| 1948      | Vitré (Ille-et-Vilaine) | Église Saint-Martin                     |      | III/P   | 43       | |
| 1952      | La Madeleine (Nord)     | Église Notre-Dame-de-Lourdes            |      | III/P   | 41       | |
| 1954–1955 | Vincennes               | Église Saint-Louis                      |      | II/P    | 18       | Neubau der kleinen Orgel |
| 1956      | Soissons                | Kathedrale von Soissons                 |      | III/P   | 67       | Neubau mit Barkermaschinen |